# Casino, New South Wales
Casino är en ort i Australien. Den ligger i kommunen Richmond Valley och delstaten New South Wales, i den sydöstra delen av landet, omkring 580 kilometer norr om delstatshuvudstaden Sydney. Antalet invånare är 9 539.
Runt Casino är det mycket glesbefolkat, med 4 invånare per kvadratkilometer.. Casino är det största samhället i trakten.
Omgivningarna runt Casino är huvudsakligen savann. Genomsnittlig årsnederbörd är 1 776 millimeter. Den regnigaste månaden är januari, med i genomsnitt 298 mm nederbörd, och den torraste är oktober, med 39 mm nederbörd.